# Victimized
Victimized es el primer álbum de la banda chilena de thrash metal y death metal Criminal publicado en 1994. Anteriormente la banda había grabado las demos Demo 1 y Forked. En este disco la mayoría de los temas están en inglés y ha vendido 1000 copias en Chile, comercializándose en otros países como México, Argentina y Japón. Algunos videos de la banda fueron emitidos por MTV Latinoamérica.

## Lista de temas
Todas las canciones escritas y compuestas por Criminal. 
| N.º   | Título             | Duración |  |
| 1.    | «Self destruction» | 02:41    |  |
| 2.    | «Under my skin»    | 04:02    |  |
| 3.    | «Worse»            | 03:08    |  |
| 4.    | «Downwards»        | 03:43    |  |
| 5.    | «Pressure»         | 02:58    |  |
| 6.    | «New disorder»     | 03:42    |  |
| 7.    | «Gusano»           | 02:40    |  |
| 8.    | «Crucified»        | 03:59    |  |
| 9.    | «Psychopath»       | 03:36    |  |
| 10.   | «Stillborn»        | 04:05    |  |
| 34:34 |                    |          |  |

## Personal
- Anton Reisenegger: voz y guitarra
- Rodrigo Contreras: Guitarra
- J.J. Vallejo: Batería
- Juan Francisco Cueto: Bajo

- Datos: Q7925602